# Bargu burjatski
Bargu burjatski jezik (kineski burjatski, ba’erhu-buliyate, bargu buriat, buryat, sjeveroistoični mongolski, sjevernomongolski; ISO 639-3: bxu), altajski jezik mongolske skupine koji s još dva jezika čini burjatsku podskupinu ili burjatski makrojezik. Govori ga 65 000 (1982 popis) Bargu Burjata u Unutrašnjoj Mongoliji, Kina, u distriktu Hulun-Buyr blizu ruske i mongolske granice.
Postoje dva dijalekta, novobarguski (xin ba’erhu; 47 000) i starobarguski (chen ba’erhu; 14 000).

## Vanjske poveznice
- Ethnologue (14th)
- Ethnologue (15th)